# Alcool (film 1951)
Alcool (Come Fill the Cup) è un film del 1951 diretto da Gordon Douglas.

## Trama
Giornalista alcolizzato perde il posto e la ragazza. Smette di bere, diventa una delle colonne del suo giornale e a lui viene affidato il compito di “guarire” il nipote del principale.

## Distribuzione

### Riconoscimenti
Candidato all'Oscar come miglior attore non protagonista Gig Young